# 收穫 (葡萄酒)

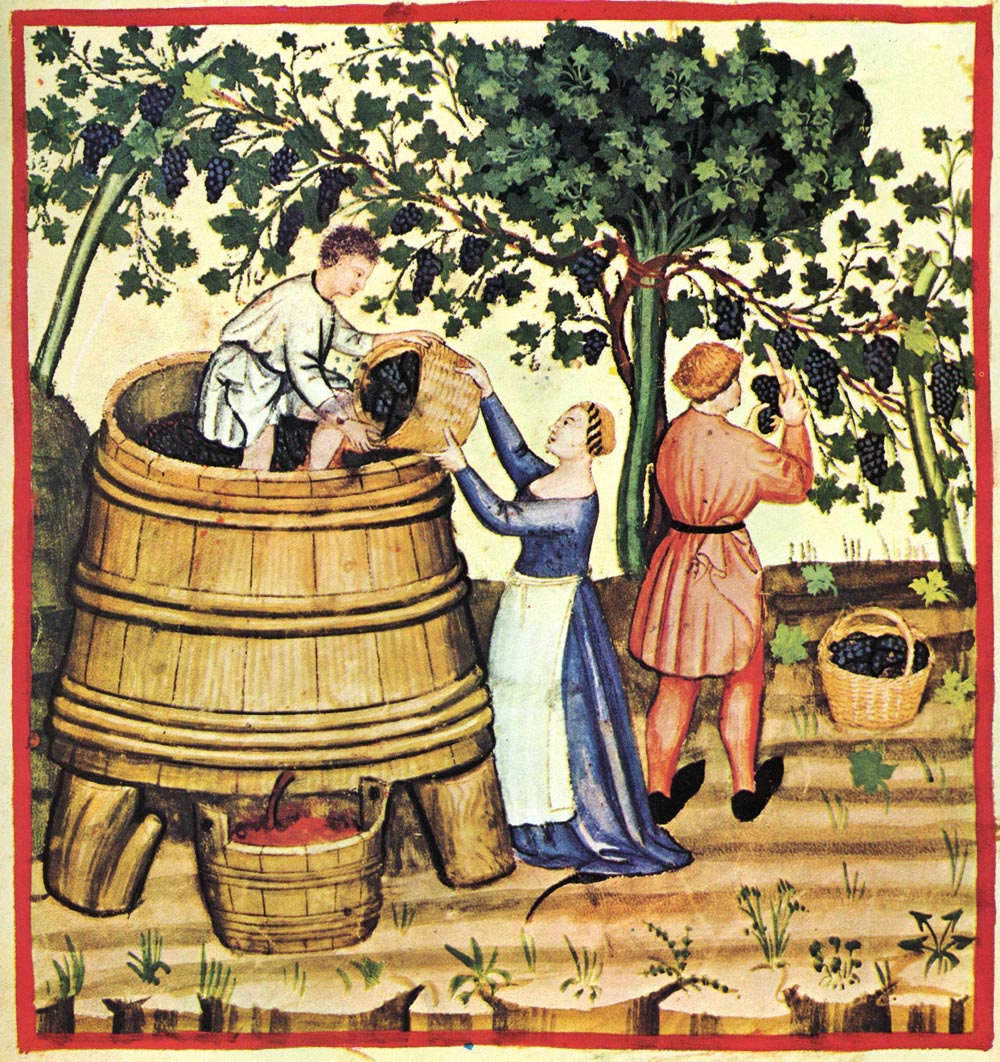
中世紀葡萄收穫場景

葡萄收穫期是葡萄酒釀造的一個關鍵步驟。其時間影響著葡萄中的糖、酸等物質的水平，并最終取決於想要釀造的葡萄酒種類。不同的天氣也會對葡萄收穫期產生影響，並可能導致葡萄患病。釀酒人和葡萄園園主也需要依情況決定使用手工採摘還是使用機械。在北半球，葡萄收穫期一般是在八月至十月間，南半球則在二月至四月間。

## 收穫
世界上主要的葡萄酒產區位於南北半球的30°至50°之間，越靠近赤道的產區收穫季越早。雖然北半球的葡萄收穫期一般是在八月至十月間，但塞浦路斯七月就開始收穫葡萄了。加利福尼亞一些氣泡酒用葡萄產區會在七月末到八月初採摘未成熟的葡萄，以保證其酸度。一些晚收酒用葡萄的收穫時間遍及整個秋季，在德國、美國和加拿大等地，冰酒用葡萄甚至會晚至次年一月收穫。南半球的葡萄收穫期在二月至四月間，不過澳大利亞新南威爾士州的一些溫暖地區會在一月份採摘葡萄，新西兰會在6月份採摘晚收酒用葡萄。

## 成熟

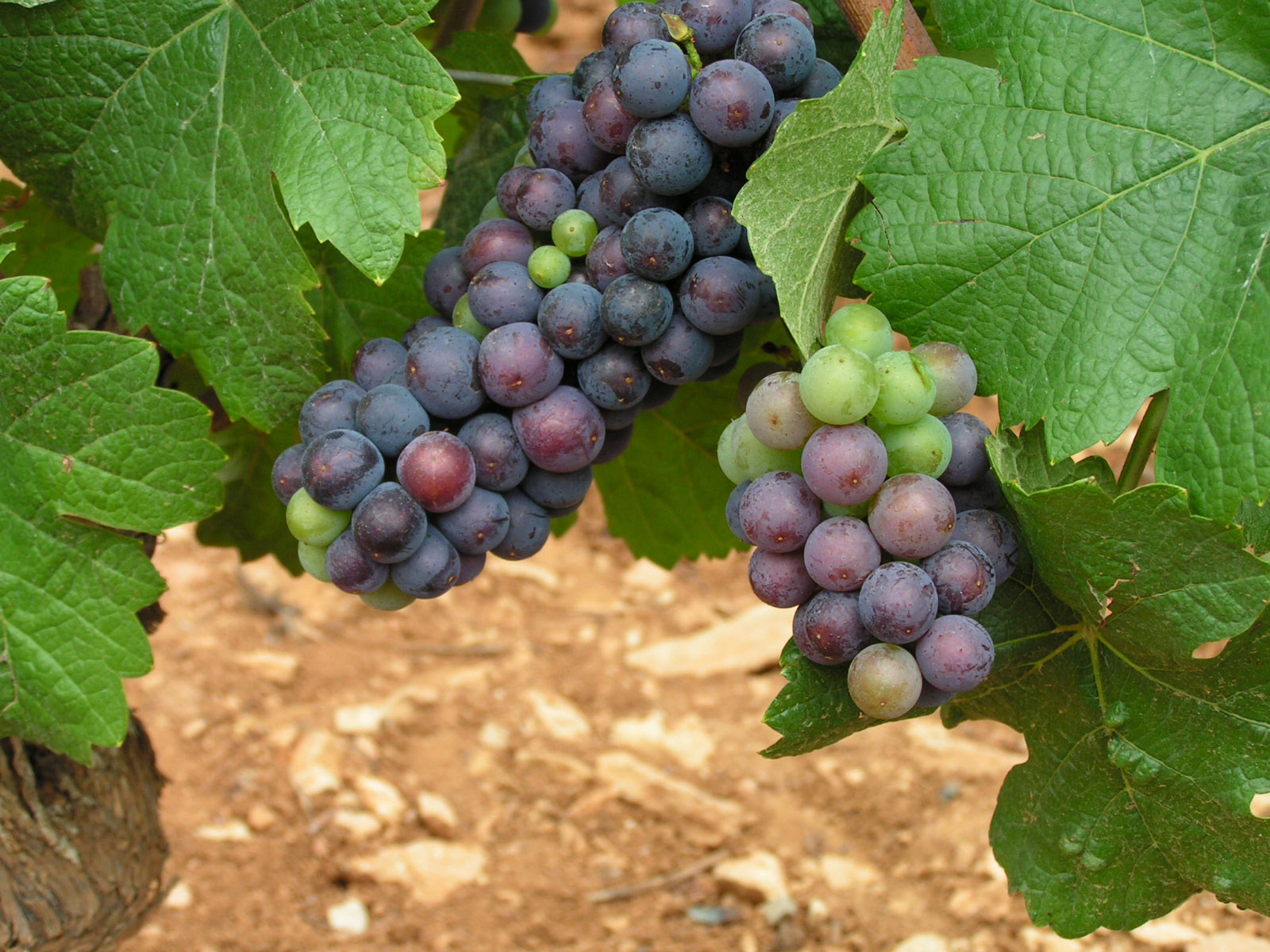
成熟的和未成熟的黑比諾葡萄。

釀酒人會通過葡萄中糖和酸的富含程度來確定葡萄的成熟度。早期釀酒人只能通過直接品嘗來決定。現代的釀酒人則會使用糖度計來測量葡萄的甜度，使用滴定法來測量葡萄的酸度。
通常，測定鞣質含量的唯一方法是直接品嘗，這需要一定的經驗和技術。相關領域的專家至今仍未能解釋鞣質在葡萄成熟中發生的複雜變化，不過普遍觀點是隨著葡萄的成熟，原本鞣質的澀味會逐漸消失，口感也變得柔和。

## 機械收穫

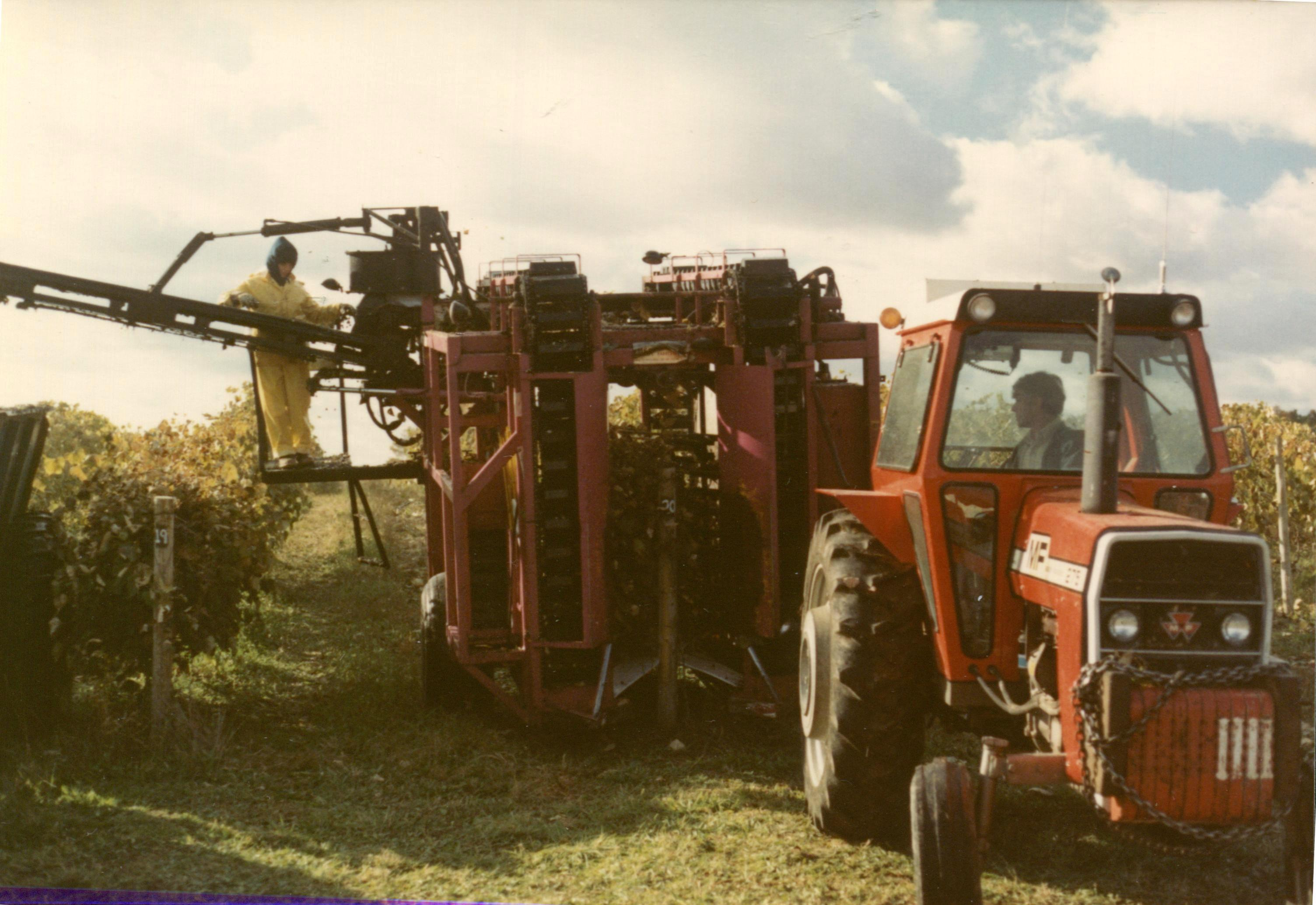
收穫康科德葡萄

關於是人工採摘還是使用機械在葡萄酒行業中產生了爭議，1960年代出現第一次商業化的機械收穫，在澳大利亞，因為相關行業勞動力減少，機械收穫已幾乎成為必然。低成本和快捷是之所以此使用這些機器的主要原因。
收穫葡萄的機器會使用橡膠杆將擊打葡萄藤，使葡萄掉落在傳送帶上并傳送至盛放筐中。一些機器已經能通過泥土、葉子和一些其他因素分辨不同的葡萄藤。但是仍未有能分辨葡萄是否健康、是否腐敗的機器，因此這些葡萄需要在收穫後進一步挑選。另一個問題是使用機器很可能會傷到葡萄皮，從而影響釀出的葡萄酒的質量。

## 人工採摘

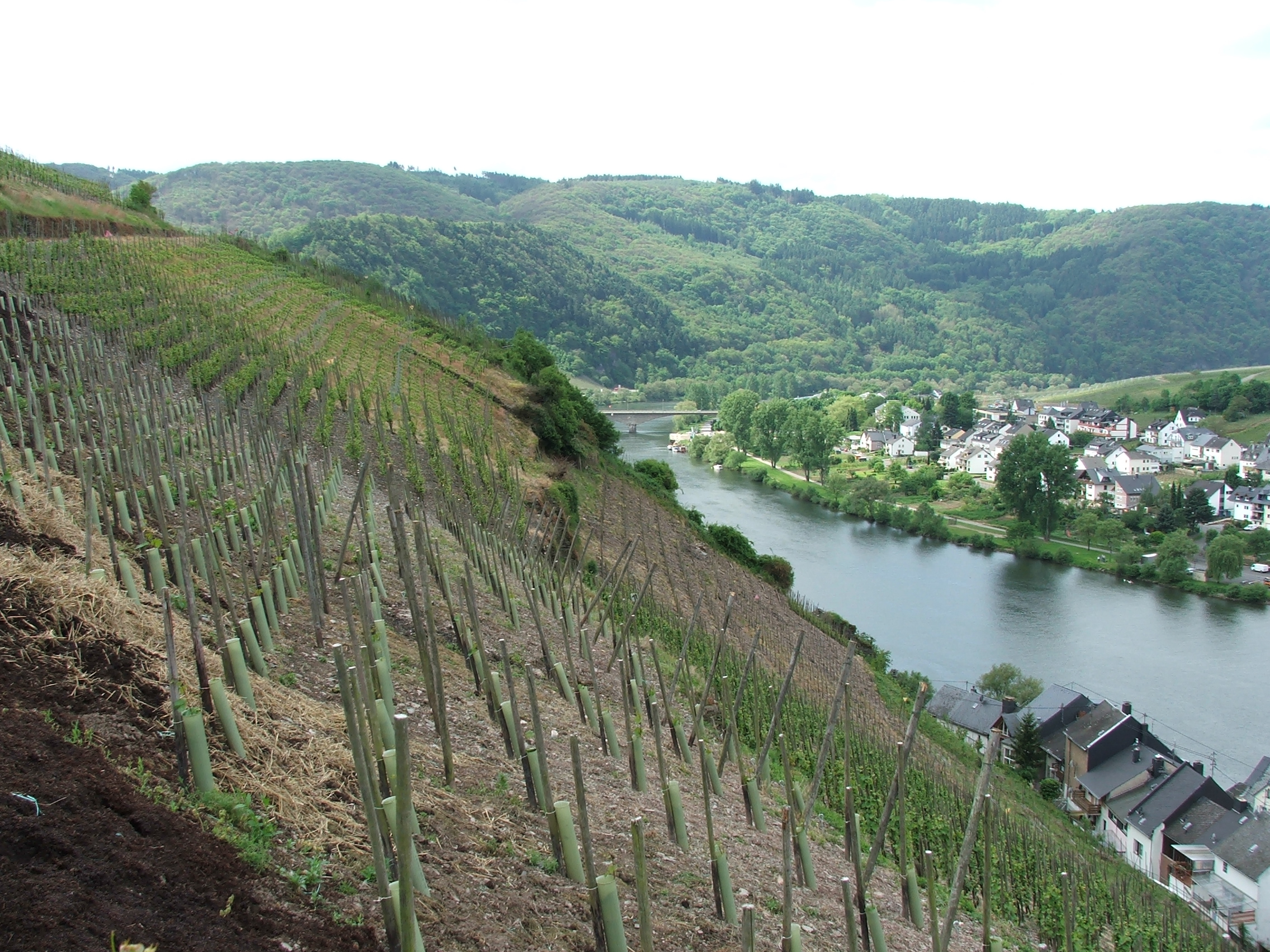
生產摩澤爾白葡萄酒用葡萄的陡峭山坡必須使用人工採摘

儘管成本相對高昂，一些釀酒人仍然偏愛使用人工採摘的方式。人工採摘可以很好地分辨出葡萄的質量并保證葡萄本身不受損傷。在一些地勢陡峭的葡萄酒產區，例如法國摩澤爾河地區根本無法使用機器。
在很多葡萄酒產區，民工是葡萄採摘時的一大人力資源，同時葡萄園園主也會雇傭當地學生和流動工人來進行工作。據加利福尼亞州葡萄酒協會（California Association of Winegrowers）主席凱倫·羅斯（Karen Ross）估計，2007年加利福尼亞州葡萄酒業有70%的雇員都是來自墨西哥的移民。